# زاكاري جوردون
زاكاري آدم غوردون (بالإنجليزية: Zachary Adam Gordon)‏، ممثل أمريكي من مواليد 15 فبراير 1998 في كاليفورنيا، ومن أشهر أدواره جريج هافيلي في أفلام مذكرات طفل جبان الذي يستند على الكاتب جيف كيني #1 في نيو يورك تايمز أفضل بيع مذكرات طفل جبان.

## الحياة والمهنة
ولد غوردون في أوك بارك، كاليفورنيا، من ليندا كين وغوردون . لديه شقيقان جوش وكايل، نشأ في جنوب كاليفورنيا. وهو من عائلة يهودية متدينة, و هو في مدرسة ثانوية عامة في أوك بارك، كاليفورنيا.
ظهر غوردون على التلفزيون كثيرًا، مثل في كل واحد منا، وكيف قابلت أمكم (مسلسل). و ظهر أيضا في عام 2008 في افتتاح ربات بيوت يائسات، كما ظهر في الحلقة 24، التي بثت في يناير 2009.
سجله السينمائي (2007-2008) الذي يشمل الجنس والموت 101، إنخفاض التعلم، وفيلم غاري مارشال جورجيا رول (حيث فاز بـ"جائزة الفنان الصغير" بدوره إيثان)، و""الاخوة بلوم"" بدور بلوم الصغير، ومع نيكولاس كيج في ""الكنز الوطني: كتاب الأسرار"" (2007). تشرف غوردون بآداء صوته لعدة شخصيات منها "براد سبوليت" في ""إنقاذ عيد الميلاد تشابتشابس"، و"ريكي جارسيا" في ""مشروع غيلروي""، و "سان سان" في نيك الابن للشخصية ني هاو، لان كاي والقوي بي! . قام بأداء صوتي في سلسلة مألوفة وكان أحد أهم الأدوار وهو جيل في سلسلة نيكلوديون، فقاعة أسماك غابي. غوردون أدى صوت ميلمان الطفل في فيلم للرسوم المتحركة، مدغشقر: الهروب إلى أفريقيا ، كوتارو في أفرو ساموراي: القيامة، والشاب توني ستارك في عرض فريق البطل الخارق.
في عام 2010، قام بدور جريج هافيلي في فيلم مذكرات طفل جبان، وظهر في عام 2011 بدور الابن بابي في شيواوا بيفرلي هيلز 2.
في يونيو 2010، أعلنت تونتيث سينتشوري فوكس تكملة ليوميات طفل جبان، ويقوم غوردون بدور جريج هيفلي كما كان، مذكرات طفل جبان: قواعد رودريك ، صدر في 25 مارس 2011، في عام 2011 ، قام بأداء صوتي للشخصية تشارلي براون في المسلسل الكوميدي الدجاجة الآلية ، في 2012 ، قام بدور جريج هيفلي مجددًا في مذكرات طفل جبان: أيام الكلب .

## الأفلام
[[ملف:|تصغير|يسار|
غوردون في العرض الأول لفيلم مباريات الجوع في نوكيا مسرح لوس انجليس لايف ، في 12 مارس 2012]]
| السنة       | الفيلم                           | الدور                        | الملاحظات                |
| ----------- | -------------------------------- | ---------------------------- | ------------------------ |
| 2006, 2009  | كيف قابلت أمكما (مسلسل)          | الفتى، جرانت                 | حلقتان                   |
| 2006–2007   | ""كل واحد منا""                  | ريتشي                        | حلقتان                   |
| 2007        | Because I Said So ‏               | آرثر الصغير                  |                          |
| 2007        | الجنس والموت 101                 | Barbeque Brat                |                          |
| 2007        | جورجيا رول                       | إيثان                        |                          |
| 2007        | التشبشبز                         | برا سبويلت                   |                          |
| 2007        | الكنز الوطني: كتاب الأسرار       | Lincoln Conspiracy Kid       |                          |
| 2007        | الدجاجة الآلية                   | تشارلي براون، لينوس          | الحلقة 1 ، صوت           |
| 2008        | حل دايفيد                        | دايفيد الصغير                | تلفزيون                  |
| 2008        | ربات بيوت يائسات                 | روبين هو الصغير              | الحلقة 1                 |
| 2008        | القوي بي !                       | Gwen's Brother #4            | الحلقة 1 ، صوت           |
| 2008        | Handy Manny                      | لوبارت الصغير                | الحلقة 1 ، صوت           |
| 2008        | ماد تي في                        | The Joker                    | الحلقة 1                 |
| 2008        | ""إنخفاض التعلم""                | Frankie Fowler               |                          |
| 2008        | مدغشقر: الهروب إلى أفريقيا       | ميلمان الصغير                | صوت                      |
| 2008        | أربعة أعياد ميلاد                | Kid #6 In Jump-Jump          |                          |
| 2008        | العميل الخاص أوسو                | تايلر                        | صوت                      |
| 2008, 2010  | Batman: The Brave and the Bold   | Young باتمان، Young Aqualad ‏ | 3 حلقات، صوت             |
| 2008–2009   | ني هاوي ، كاي-لان                | سان سان                      | الحلقة 15                |
| 2009        | The Brothers Bloom               | بلوم الصغير                  |                          |
| 2009        | 24                               | الفتى ذو سن الثامنة          | الحلقة 2                 |
| 2009        | Afro Samurai: Resurrection       | كوتارو                       | صوت                      |
| 2009        | أصدقاء سانتا                     | بوبي باوز                    | صوت، الدور الرئيسي       |
| 2010        | مذكرات طفل جبان                  | جريج هافيلي                  | الدور الرئيسي            |
| 2010        | The Search for Santa Paws        | Puppy Paws                   | صوت، الدور الرئيسي       |
| 2011        | شيواوا بيفرلي هيلز 2             | بابي الصغير                  | صوت، الدور الرئيسي       |
| 2011        | مذكرات طفل جبان: قواعد رودريك    | جريج هافيلي                  | الدور الرئيسي            |
| 2011        | مستشفى الأطفال (مسلسل تليفزيوني) | كوي/مايك                     | الحلقة 1                 |
| 2011        | فاميلي غاي                       | طفل مشرد                     | الحلقة الأولى            |
| 2011 - الآن | فقاعة أسماك غابي                 | جيل                          | صوت، الدور الرئيسي       |
| 2012        | تيد                              | تيد الصغير                   |                          |
| 2012        | مذكرات طفل جبان: أيام الكلب      | جريج هافيلي                  | الدور الرئيسي            |
| 2012        | R.L. Stine's The Haunting Hour   | سيث                          |                          |
| 2013        | بيرت وندرستون المذهل             | ويل                          |                          |
| 2013        | عيد ميلاد بيت                    | بيت                          |                          |
| 2013        | العم جدو                         | Belly Kid                    | الحلقة الأولى؛ أداء صوتي |
| 2014        | Last Man Standing                | أندرو                        | ثلاث حلقات               |
| 2014        | أطفال عربة النقل                 | هنري                         | أداء صوتي                |
| 2015        | ديك مع عدة بيوض                  | رولو                         | أداء صوتي                |

## الجوائز والترشيحات
| الجائزة            | السنة | الفئة                                                               | النتيجة | العمل                         |
| ------------------ | ----- | ------------------------------------------------------------------- | ------- | ----------------------------- |
| جائزة الممثل الشاب | 2008  | أفضل أداء في فيلم روائي طويل - دعم الشباب الممثل (كوميدي أو موسيقي) | فوز     | جورجيا رول                    |
| جائزة سييرا        | 2010  | الشباب في الأفلام                                                   | رُشِّح     | مذكرات طفل جبان               |
| جائزة الممثل الشاب | 2011  | أفضل أداء في فيلم روائي طويل - قيادة ممثل شاب                       | رُشِّح     | مذكرات طفل جبان               |
| جائزة الممثل الشاب | 2011  | أفضل أداء في فيلم روائي طويل - تأليف مجموعة شباب                    | فوز     | مذكرات طفل جبان               |
| جائزة الممثل الشاب | 2012  | أفضل أداء في فيلم روائي طويل - قيادة ممثل شاب                       | رُشِّح     | مذكرات طفل جبان: قواعد رودريك |
| جائزة الممثل الشاب | 2013  | أفضل أداء في فيلم روائي طويل - قيادة ممثل شاب                       | رُشِّح     | مذكرات طفل جبان: أيام الكلب   |
| جائزة الممثل الشاب | 2013  | أفضل أداء في فيلم روائي طويل - تأليف مجموعة شباب                    | فوز     | مذكرات طفل جبان: أيام الكلب   |

## وصلات خارجية
- زاكاري جوردون على موقع IMDb (الإنجليزية)
- زاكاري جوردون على موقع ألو سيني (الفرنسية)
- زاكاري جوردون على موقع أول موفي (الإنجليزية)
- زاكاري جوردون على موقع بوكس أوفيس موجو (الإنجليزية)
- زاكاري جوردون على موقع قاعدة بيانات الأفلام السويدية (السويدية)
- زاكاري جوردون على موقع قاعدة بيانات الفيلم (الإنجليزية)
- زاكاري جوردون على موقع كينوبويسك (الروسية)
- زاكاري غوردون في دليل الأفلام